# Lampadena dea
Lampadena dea is een straalvinnige vissensoort uit de familie van lantaarnvissen (Myctophidae). De wetenschappelijke naam van de soort is voor het eerst geldig gepubliceerd in 1949 door Fraser-Brunner.